# Henry Cabot Lodge Jr.
Henry Cabot Lodge, Jr. (Nahant, 5 luglio 1902 – Beverly, 27 febbraio 1985), è stato un politico e diplomatico statunitense, che svolse delicati compiti in campo diplomatico.

## Biografia
Figlio di George Cabot Lodge e di Mathilda Elizabeth Frelinghuysen Davis (1876-1960), era nipote in linea diretta di Henry Cabot Lodge. Lodge iniziò i suoi studi presso l'Harvard College e li proseguì in Francia, all'Università di Parigi, e a Berlino nella metà degli anni venti.
Vicino al partito Repubblicano, fu senatore del Massachusetts dal 1947 al 1953, anno in cui venne succeduto da John Fitzgerald Kennedy. Candidatosi come candidato alla vicepresidenza al fianco di Richard Nixon, venne nuovamente sconfitto durante la campagna presidenziale del 1960.
Se politicamente non incontrò subito una grande fortuna, presto si fece apprezzare per le sue doti d'ambasciatore e per un notevole grado di conoscenza dell'Oriente e, in particolare, del Vietnam. Man mano che gli Stati Uniti acquisirono interesse per il paese asiatico e s'impegnarono militarmente in funzione anticomunista per bloccare i Viet Cong e il Vietnam del Nord, egli ebbe sempre maggior importanza agli occhi del Dipartimento di Stato.
Nominato ambasciatore nel Vietnam del Sud dallo stesso Kennedy il 27 giugno 1963, rassegnò le dimissioni nel 1964 per candidarsi, senza molto successo, alle primarie repubblicane per le elezioni presidenziali del 1964. Ritornato a Saigon nel 1965, sempre nelle vesti di ambasciatore, vi rimase sino al 1967. In questa occasione ebbe modo di conoscere, collaborare ed apprezzare l'ambasciatore italiano Giovanni D'Orlandi, di cui divenne un estimatore.
Durante il suo mandato come capo ambasciata si levarono delle critiche per il suo operato, considerato troppo "rude" ed aggressivo verso le autorità locali. Secondo molti autorevoli autori, tra i quali il giornalista Stanley Karnow, esperto della guerra del Vietnam, egli appoggiò il colpo di Stato che il 1º novembre 1963 depose il presidente-dittatore del Vietnam del Sud Ngô Đình Diệm. Concluse la sua carriera diplomatica come ambasciatore nella Germania dell'Est.